# Јевгениј Седов
Јевгениј Вадимович Седов (рус. Евгений Вадимович Седов; Волгоград, 29. јануар 1996) руски је пливач чија специјалност је пливање спринтерских трка слободним и делфин стилом. 
Прве значајније успехе у каријери остварио је током 2013. године када је ма европском првенству за јуниоре у пољском Познању освојио чак 5 златних медаља. Свега месец дана касније на светском првенству за јуниоре освојио је 6 медаља, укључујући и једно злато у штафети 4×100 мешовито микс. 
На сениорским светским првенствима дебитовао је у Будимпешти 2017. где се такмичио у две дисциплине. На 50 слободно испливао је време од 22,20 секунди, што је било довољно за 17. место у квалификацијама и није се пласирао у полуфинале (био је спорији свега 0,02 секунде од места које води у полуфинале). На 50 делфин пласирао се у полуфинале у ком је са резултатом 23,72 секунди заузео 16. место.